# تپه خارابالار۱
تپه خارابالار۱ مربوط به هزاره اول قبل از میلاد - سده‌های اولیه و میانه دوران‌های تاریخی پس از اسلام است و در شهرستان مراغه، بخش سراجو، دهستان سراجوی جنوبی، ۱/۲ کیلومتری روستای سرکارآباد واقع شده و این اثر در تاریخ ۱۸ اسفند ۱۳۸۷ با شمارهٔ ثبت ۲۵۱۹۷ به‌عنوان یکی از آثار ملی ایران به ثبت رسیده است.